# Zenobio Saldivia Maldonado
Zenobio Saldivia Maldonado (Ancud, 18 de mayo de 1949) es académico, historiador y filósofo. Se ha especializado en historia de la ciencia en Chile y América, y en filosofía de la ciencia.

## Biografía
Se tituló de profesor de Estado en Filosofía en la Universidad de Chile en 1974. Obtuvo el magíster en Filosofía de las Ciencias en la Universidad de Santiago de Chile en 1988 y, posteriormente, el doctorado en Estudios Americanos con la especialidad en Pensamiento y Cultura en el Instituto de Estudios Avanzados (Universidad de Santiago de Chile) en 2003. Su tesis doctoral se publicó el mismo año con el título La visión de la naturaleza en tres científicos del siglo XIX en Chile: Gay, Domeyko y Philippi (Universidad de Santiago de Chile).
En 2011 recibió la categoría de Profesor Honorario de la Universidad Continental de Ciencias e Ingenierías, de Huancayo, Perú. En 2013, en tanto, recibió el grado de doctor honoris causa por la Universidad Privada Ada Byron (actualmente, Universidad Autónoma de Ica), de Perú. En 2020, el Instituto Galileo Galilei para a Educação, de Brasil, lo designó "Embajador Cultural en Educación para América Latina".
Ha realizado investigaciones sobre la historia de la ciencia chilena del siglo XIX, principalmente. Cuenta con más de veinte libros publicados, los cuales se han enfocado en el examen de las contribuciones de científicos como Claudio Gay, Ignacio Domeyko, Rodulfo Philippi y Francisco Vidal Gormaz, entre otros. También ha publicado obras sobre el desarrollo de las ciencias de la tierra en Chile durante el siglo XIX, sobre los aportes que ha efectuado la Armada de Chile al desarrollo científico de este país, y acerca de las tareas científicas desarrolladas por Charles Darwin y Alexander von Humboldt. En el ámbito de la filosofía de las ciencias, sus trabajos se han dirigido a analizar distintos aspectos epistemológicos, enfatizando en la propuesta filosófica de Jean Piaget.
Tras desempeñarse como profesor de Filosofía en distintos liceos de San Felipe y Santiago de Chile, ingresó en 1989 al Departamento de Humanidades de la Universidad Tecnológica Metropolitana, cuando esta se denominaba Instituto Profesional de Santiago. Desde entonces, ha estado a cargo de cátedras de Filosofía y de Historia de las ciencias, principalmente.

## Libros
Jean Piaget. Su epistemología y su obsesión por el conocimiento, Editorial Universidad Tecnológica Metropolitana, Santiago, 2008.
Una Aproximación al desarrollo de la Ciencia en Nicaragua, , Bravo y Allende Editores, Santiago, 2008.
La ciencia en el Chile decimonónico, Editorial Universidad Tecnológica Metropolitana, Santiago, 2005.
La visión de la naturaleza en tres científicos del siglo XIX en Chile: Gay, Domeyko y Philippi, Editorial Universidad de Santiago de Chile, Santiago, 2003.
Lirios de Septiembre, Arancibia Hermanos Impresores, Santiago, 1990.

## Artículos
- La Oficina Hidrográfica de la Marina: institución delineadora de la hidrografía chilena, Revista Letralia, ISSN: 1856-7983, 2021.
- Claudio Gay: Su marco epistémico y el respaldo del Gobierno de Chile, Revista Intersticios Sociales, N°18, ISSN 2007-4964, 2019.
- Entre los Albores de la Hidrografía y el olvido: El caso de Francisco Vidal Gormaz, Revista Diálogos, Vol. 20, N°2, 2016.
- La Física en la expedición de Malaspina (1789-1994) Ideología, práctica y experimentación, Revista Intersticios Sociales, N°10, 2015 (en colaboración con Patricio Leyton).
- 'Ruiz de Montoya y la Pre-ciencia en el Paraguay, Araucaria Revista de Filosofía, Política y Humanidades, Año 16, Nº32, 2014 (en colaboración con Felipe Caro Pozo).